# Ефект Лаффера
Ефект Лаффера — термін мікроекономіки, що описує залежність між ставками оподаткування і базою оподаткування (обсягом продукції, що випускається). Показує, що зниження ставки оподаткування має потужний стимулюючим вплив на виробництво. База оподаткування збільшується. Продукції випускається більше, а тому збирається більше податків. Зниження ставки оподаткування компенсується зростанням випуску продукції, зрештою податкові надходження збільшуються.

## Суть ефекту
Ефект Лаффера і його графічне вираження у вигляді кривої Лаффера показує, що в певних умовах зменшення податкових ставок може викликати збільшення податкових надходжень.
На ефект Лаффера спираються прихильники зниження податків і стимулювання інвестування. Вони вважають, що потрібно відмовитися від системи прогресивного оподаткування, знизити податкові ставки на підприємництво, на заробітну плату і дивіденди. Таким чином буде стимулюватися інвестиційний процес, бажання мати додаткову роботу і додатковий заробіток. При скороченні ставок база оподаткування зрештою збільшується (більше продукції — більше податків).
Високі податки, своєю чергою, знижують базу оподаткування та доходи державного бюджету. Вилучення у платника податків значної суми доходів (близько 40-50 %) є межею, за якою ліквідуються стимули до підприємницької ініціативи, розширенню виробництва. Утворюються цілі групи платників податків, зайнятих пошуком методів відходу від оподаткування і концентруванням фінансових ресурсів у тіньовому секторі економіки.
Таким чином, якщо виходити з концепції Лаффера, вилучення у виробників більше ніж 35-40 % доданої вартості провокує невигідність інвестицій і потрапляння у так звану «податкову пастку».
Нагадаємо, у 80-ті роки минулого століття реформи в США та Великій Британії отримали назви «рейганоміка» та «тетчеризм» відповідно. Обидві економічні політики базувалися на розробленій Лаффером теорії пропозиції та передбачали зменшення податків та соціальних витрат держави, що відповідно стимулювало приватну ініціативу та загальне економічне зростання.